# 北河隧道

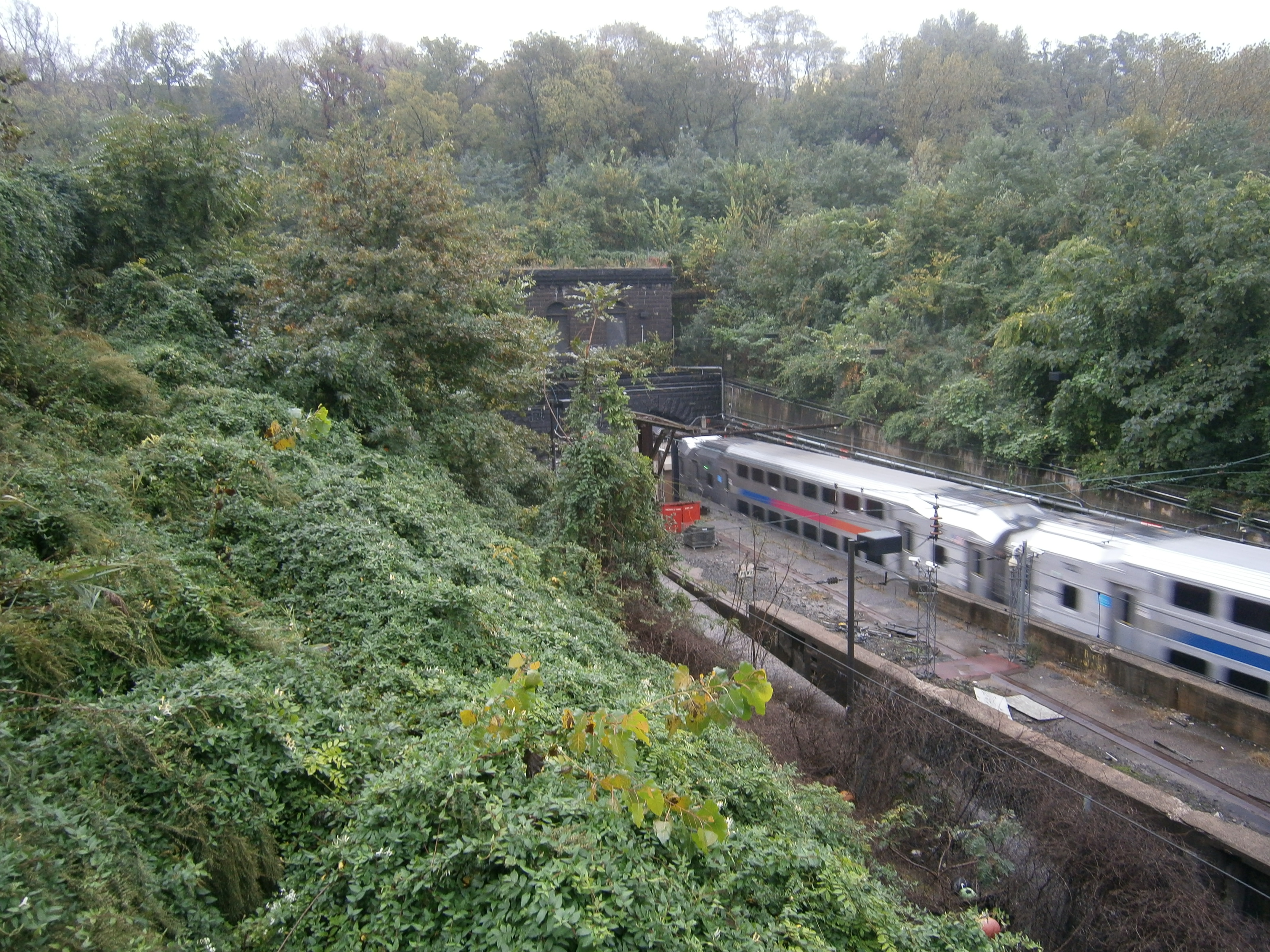
隧道新泽西侧入口

北河隧道（英語：North River Tunnels）位于美国纽约市附近，通过下穿哈德逊河的北河支流连接曼哈顿的宾州车站和新泽西州的威霍肯。双线隧道主要供美铁和新泽西交通（NJ Transit）列车通行。:52隧道由宾州铁路公司修建于1904年至1908年间，该公司随后于1910年开通客运服务。